# Eduard Hitzig
Julius Eduard Hitzig (ur. 6 lutego 1839 w Berlinie, zm. 20 sierpnia 1907 w Luisenheim, St. Blasien) – niemiecki lekarz neurolog i psychiatra.

## Życiorys
Studiował w Berlinie i Würzburgu. Jego nauczycielami byli m.in. Emil du Bois-Reymond, Rudolf Virchow, Moritz Heinrich Romberg i Carl Friedrich Otto Westphal. W 1862 roku został doktorem medycyny, następnie praktykował w Berlinie i Würzburgu. W 1875 roku został dyrektorem szpitala psychiatrycznego Burghölzli w Zurychu i profesorem psychiatrii na Uniwersytecie w Zurychu. W 1885 roku Hitzig został profesorem na Uniwersytecie w Halle, gdzie pozostał do końca swojej kariery naukowej w 1903 roku.

## Dorobek naukowy
Hitzig pamiętany jest za prace dotyczące związku między bodźcami elektrycznymi a mózgiem. W 1870 roku razem z anatomem Gustavem Fritschem drażnił prądem elektrycznym odsłoniętą korę mózgową znieczulonego psa. Doświadczenia Hitziga i Fritscha wykonywane były w domu tego drugiego, ponieważ władze uczelni nie pozwoliły na tego typu eksperymenty w uczelnianych laboratoriach. Hitzig i Fritsch odkryli, że stymulacja elektryczna różnych części kory mózgowej wywołuje bezwolne skurcze różnych grup mięśniowych u psa. Zidentyfikowali powierzchnię mózgu, wąski pas do tyłu od płata czołowego, która zdawała się zawiadywać różnymi mięśniami (dziś określana jako kora motoryczna). W 1870 roku Hitzig opublikował wyniki swoich doświadczeń.

## Wybrane prace
- Fritsch G, Hitzig E. Ueber die elektrische Erregbarkeit des Grosshirns. Archiv für Anatomie, Physiologie und wissenschaftliche Medicin: 300–332, 1870
- Untersuchungen über das Gehirn. Berlin, 1874
- Ueber die Funktionen der Grosshirnrinde: Gesammelte Mittheilungen mit Anmerkungen. Berlin, 1890
- Hughlings Jackson und die motorischen Rindencentren im Lichte physiologischer Forschung. Berlin, 1901
- Physiologische und klinische Untersuchungen über das Gehirn. Gesammelte Abhandlungen. Berlin, 1904